# John Leslie (fysiker)
John Leslie, född 10 april 1766, död 3 november 1832, var en skotsk fysiker och meteorolog.
Leslie blev professor i matematik i Edinburgh 1805 och professor i fysik där 1819. Leslie utförde undersökningar inom värmeläran och meteorologin och konstruerade flera fysikaliska och meteorologiska instrument, bland annat apparater för undersökning av värmestrålningen, ett differentialtermoskop och den så kallade Leslies kub. Inom meteorologin studerade han främst luftens temperatur och fuktighetsförhållanden.  Han tilldelades Rumfordmedaljen 1804.